# Filip Valenčič
Filip Valenčič (Ljubljana, 7 de enero de 1992) es un futbolista esloveno que juega como centrocampista en el FF Jaro de la Veikkausliiga.

## Estadísticas

### Clubes
La siguiente tabla detalla los encuentros disputados y los goles marcados por Valenčič en los clubes en los que ha militado.
| Club                               | Temporada     | Liga  | Liga  | Copas nacionales * | Copas nacionales * | Copas Internacionales ** | Copas Internacionales ** | Total | Total |
| Club                               | Temporada     | Part. | Goles | Part.              | Goles              | Part.                    | Goles                    | Part. | Goles |
| ---------------------------------- | ------------- | ----- | ----- | ------------------ | ------------------ | ------------------------ | ------------------------ | ----- | ----- |
| Interblock Ljubljana Eslovenia     | 2009-10       | 6     | 0     | 0                  | 0                  | 0                        | 0                        | 6     | 0     |
| Interblock Ljubljana Eslovenia     | 2010-11       | 25    | 4     | 4                  | 2                  | 0                        | 0                        | 25    | 4     |
| Interblock Ljubljana Eslovenia     | Total         | 31    | 4     | 4                  | 2                  | 0                        | 0                        | 31    | 4     |
| N. K. Olimpija Ljubljana Eslovenia | 2011-12       | 25    | 3     | 1                  | 0                  | 5                        | 0                        | 25    | 3     |
| N. K. Olimpija Ljubljana Eslovenia | 2012-13       | 24    | 6     | 3                  | 1                  | 3                        | 0                        | 24    | 6     |
| N. K. Olimpija Ljubljana Eslovenia | 2013-14       | 27    | 3     | 4                  | 0                  | 2                        | 0                        | 27    | 3     |
| N. K. Olimpija Ljubljana Eslovenia | 2014-15       | 12    | 1     | 3                  | 2                  | 10                       | 0                        | 12    | 1     |
| N. K. Olimpija Ljubljana Eslovenia | Total         | 88    | 13    | 11                 | 3                  | 10                       | 0                        | 88    | 13    |
| A. C. Monza · Italia               | 2014-15       | 6     | 1     | 0                  | 0                  | 0                        | 0                        | 6     | 1     |
| A. C. Monza · Italia               | Total         | 6     | 1     | 0                  | 0                  | 0                        | 0                        | 6     | 1     |
| Notts County F. C. Inglaterra      | 2015-16       | 9     | 1     | 0                  | 0                  | 0                        | 0                        | 9     | 1     |
| Notts County F. C. Inglaterra      | Total         | 9     | 1     | 0                  | 0                  | 0                        | 0                        | 9     | 1     |
| PS Kemi · Finlandia                | 2016          | 12    | 1     | 0                  | 0                  | 0                        | 0                        | 12    | 1     |
| PS Kemi · Finlandia                | 2017          | 17    | 8     | 5                  | 4                  | 0                        | 0                        | 22    | 12    |
| PS Kemi · Finlandia                | Total         | 29    | 9     | 5                  | 4                  | 0                        | 0                        | 34    | 13    |
| HJK Helsinki · Finlandia           | 2017          | 16    | 7     | 0                  | 0                  | 2                        | 0                        | 18    | 7     |
| HJK Helsinki · Finlandia           | 2018          | 18    | 5     | 6                  | 2                  | 1                        | 0                        | 25    | 7     |
| Stabæk IF · Noruega                | 2018          | 6     | 0     | 0                  | 0                  | 0                        | 0                        | 6     | 0     |
| Stabæk IF · Noruega                | Total         | 6     | 0     | 0                  | 0                  | 0                        | 0                        | 6     | 0     |
| FC Inter Turku · Finlandia         | 2019          | 27    | 16    | 5                  | 5                  | 2                        | 1                        | 34    | 22    |
| FC Inter Turku · Finlandia         | 2020          | 7     | 2     | 1                  | 0                  | -                        | -                        | 8     | 2     |
| FC Inter Turku · Finlandia         | Total         | 34    | 18    | 6                  | 5                  | 2                        | 1                        | 42    | 24    |
| HJK Helsinki · Finlandia           | 2021          | 18    | 6     | 6                  | 3                  | 8                        | 2                        | 32    | 11    |
| HJK Helsinki · Finlandia           | Total         | 52    | 18    | 12                 | 5                  | 11                       | 2                        | 75    | 25    |
| Total carrera                      | Total carrera | 255   | 64    | 38                 | 19                 | 23                       | 3                        | 316   | 86    |

## Palmarés

### Títulos nacionales
| Título            | Club         | País      | Año  |
| ----------------- | ------------ | --------- | ---- |
| Copa de Finlandia | HJK Helsinki | Finlandia | 2017 |
| Veikkausliiga     | HJK Helsinki | Finlandia | 2017 |
| Veikkausliiga     | HJK Helsinki | Finlandia | 2021 |
| Copa de Finlandia | KuPS Kuopio  | Finlandia | 2022 |